# Dașînka, Volodarsk-Volînskîi
Dașînka (în ucraineană Дашинка) este localitatea de reședință a comunei Dașînka din raionul Volodarsk-Volînskîi, regiunea Jîtomîr, Ucraina.

## Demografie
Componența lingvistică a localității Dașînka
     Ucraineană (99,74%)
     Alte limbi (0,26%)
Conform recensământului din 2001, majoritatea populației localității Dașînka era vorbitoare de ucraineană (99,74%), existând în minoritate și vorbitori de alte limbi.